# Іриклінський
Іриклі́нський (рос. Ириклинский) — селище у складі Гайського міського округу Оренбурзької області, Росія.

## Населення
Населення — 1005 осіб (2010; 1156 у 2002).
Національний склад (станом на 2002 рік):
- росіяни — 79 %